# I Am One
"I Am One" to pierwszy singel, a zarazem pierwsze wydawnictwo grupy The Smashing Pumpkins. Piosenkę napisali Billy Corgan i James Iha.
Istnieją dwie wersje piosenki. Pierwotna została nagrana w roku 1990, wydała ją wytwórnia Limited Potiental. Druga pochodzi z albumu Gish, ponownie wypuszczona jako singel przez Caroline Records i Hut Recordings. Nagrano do niej wówczas także teledysk, jednak członkowie grupy nie byli z niego zadowoleni i aż do roku 2001 nie ujrzał on światła dziennego.
Pierwotna wersja singla, jako pierwsze wydawnictwo grupy, osiągnęło wysoką wartość detaliczną ze względu na istnienie tylko 1500 jego egzemplarzy.
Od czasu trasy promującej album Siamese Dream, podczas wykonywania piosenki na żywo Corgan zwykle przerywa ją, aby wygłosić zaimprowizowaną mowę, co wydłuża utwór do około 8-10 minut. Mowy te były często krytykowane ze względu na swój charakter, nawet przez pozostałych członków zespołu. Czasem zawierały one w sobie teksty przyszłych piosenek. Jedna z nich wchodzi w skład wersji utworu pochodzącej z albumu koncertowego Earphoria/Vieuphoria.
Niedawno cover utworu wykonała grupa +44.

## Single

### Wersja Limited Potential (pierwotna)
1. "I Am One" 4:16
2. "Not Worth Asking" 4:00

### Płyta winylowa
1. "I Am One"  4:16
2. "Terrapin" (Syd Barrett) 2:54
3. "Bullet Train to Osaka" 4:16

### Wersja Virgin (z albumuGish)
1. "I Am One" 4:07
2. "Plume" 3:37
3. "Starla" 10:59